# 1061 (szám)
Az 1061 (római számmal: MLXI) az 1060 és 1062 között található természetes szám.

## A szám a matematikában
A tízes számrendszerbeli 1061-es a kettes számrendszerben 10000100101, a nyolcas számrendszerben 2045, a tizenhatos számrendszerben 425 alakban írható fel.
Az 1061 páratlan szám, prímszám. Kanonikus alakja 10611, normálalakban az 1,061 · 103 szorzattal írható fel. Két osztója van a természetes számok halmazán, ezek növekvő sorrendben: 1 és 1061.
Az 1063 ikerprím párja.
Az 1061 huszonhét szám valódiosztó-összegeként áll elő, ezek közül a legkisebb is nagyobb 10 000-nél.

## Csillagászat
- 1061 Paeonia kisbolygó